# 1981-es női sakkvilágbajnokság
Az 1981-es női sakkvilágbajnokság versenysorozatában a zónaversenyekről továbbjutó versenyzők számát figyelembe véve, az előző világbajnoki ciklushoz hasonlóan két zónaközi versenyt is rendeztek. A zónaközi versenyek első három, illetve négy helyezettje, kiegészülve az exvilágbajnok Nona Gaprindasvilivel, kieséses rendszerű párosmérkőzéseken küzdött meg a világbajnok kihívásának jogáért. A világbajnokjelölti versenysorozat végén Nana Alekszandria szerzett jogot arra, hogy 1975 után másodszor is a világbajnoki címért mérkőzhessen, ezúttal Maia Csiburdanidze ellen. A világbajnoki döntő párosmérkőzés 8–8 arányú döntetlennel ért véget, a döntetlen a világbajnok számára a cím megvédését jelentette.

## A zónaközi versenyek
A versenyeket 1979. szeptemberben Rio de Janeiróban és októberben Alicantéban rendezték. A zónaközi döntőkre összesen 20 ország 35 versenyzője kvalifikálta magát. A versenyt a Nemzetközi Sakkszövetség (FIDE) szervezte. A versenyzők között körmérkőzés formájában dőlt el a világbajnokjelölti párosmérkőzésen résztvevők személye. A Rio de Janeiróban rendezett 17 résztvevős versenyről az első három, a 18 résztvevős alicantei versenyről az első négy helyezett jutott tovább. Tatjana Lemacsko a negyeddöntők kezdete előtt visszalépett a versenysorozattól, így helyébe a riói verseny 4. helyezettje, Gisela Fischdick lépett.
A magyar résztvevők közül Verőci Zsuzsa Rio de Janeiróban a 2. helyen továbbjutott, Ivánka Mária Alicantéban a 7. helyen végzett.

### Zónaközi döntő Rio de Janeiro
A Rio de Janeiróban rendezett zónaközi döntőt nagy fölénnyel, 2,5 pont előnnyel Nana Ioszeliani nyerte, örvendetes módon Verőci Zsuzsa szerezte meg a 2. helyet, ezzel elsőként a magyar nők közül részt vehetett a világbajnokjelöltek párosmérkőzéseinek sorozatában. A harmadik helyezett az előző világbajnokjelölti ciklus kihívója, Nana Alekszandria lett.
|    | Versenyző                   | Ország                    | 1 | 2 | 3 | 4 | 5 | 6 | 7 | 8 | 9 | 10 | 11 | 12 | 13 | 14 | 15 | 16 | 17 | Pont | S–B[3] |
| -- | --------------------------- | ------------------------- | - | - | - | - | - | - | - | - | - | -- | -- | -- | -- | -- | -- | -- | -- | ---- | ------ |
| 1  | Nana Ioszeliani             | Szovjetunió               | - | ½ | 1 | 1 | ½ | 1 | 1 | 1 | 1 | 1  | 1  | 1  | 1  | 1  | ½  | 1  | 1  | 14½  |        |
| 2  | Verőci-Petronic Zsuzsa      | Magyarország              | ½ | - | 1 | ½ | ½ | ½ | ½ | ½ | 1 | ½  | 1  | 1  | 1  | 1  | 1  | ½  | 1  | 12   |        |
| 3  | Nana Alekszandria           | Szovjetunió               | 0 | 0 | - | ½ | ½ | 1 | 0 | 1 | 1 | 0  | 1  | 1  | 1  | 1  | 1  | 1  | 1  | 11   |        |
| 4  | Gisela Fischdick            | NSZK                      | 0 | ½ | ½ | - | ½ | 1 | 1 | ½ | 1 | 1  | ½  | 0  | 1  | ½  | ½  | 1  | 1  | 10½  | 74.50  |
| 5  | Elisabeta Polihroniade      | Románia                   | ½ | ½ | ½ | ½ | - | ½ | 1 | ½ | ½ | ½  | ½  | 0  | 1  | 1  | 1  | 1  | 1  | 10½  | 73.50  |
| 6  | Valentina Kozlovszkaja      | Szovjetunió               | 0 | ½ | 0 | 0 | ½ | - | 1 | 1 | ½ | 1  | 1  | 1  | 0  | ½  | ½  | 1  | 1  | 9½   | 63.25  |
| 7  | Milunka Lazarević           | Jugoszlávia               | 0 | ½ | 1 | 0 | 0 | 0 | - | 0 | 1 | 1  | 1  | 1  | 1  | 0  | 1  | 1  | 1  | 9½   | 60.50  |
| 8  | Tatjana Zatulovszkaja       | Szovjetunió               | 0 | ½ | 0 | ½ | ½ | 0 | 1 | - | ½ | 0  | 0  | 1  | 1  | 1  | 1  | 1  | 1  | 9    | 55.50  |
| 9  | Kveta Eretova               | Csehszlovákia             | 0 | 0 | 0 | 0 | ½ | ½ | 0 | ½ | - | 1  | 1  | 1  | 1  | 1  | 1  | ½  | 1  | 9    | 54.25  |
| 10 | Borislava Borisova-Ornstein | Svédország                | 0 | ½ | 1 | 0 | ½ | 0 | 0 | 1 | 0 | -  | 1  | ½  | 0  | ½  | 1  | 1  | 1  | 8    |        |
| 11 | Jana Miles                  | Anglia                    | 0 | 0 | 0 | ½ | ½ | 0 | 0 | 1 | 0 | 0  | -  | 1  | ½  | 1  | 1  | 1  | 1  | 7½   |        |
| 12 | Rachel Crotto               | Amerikai Egyesült Államok | 0 | 0 | 0 | 1 | 1 | 0 | 0 | 0 | 0 | ½  | 0  | -  | 1  | ½  | ½  | 1  | 1  | 6½   | 38.50  |
| 13 | Rohini Khadilkar            | India                     | 0 | 0 | 0 | 0 | 0 | 1 | 0 | 0 | 0 | 1  | ½  | 0  | -  | 1  | 1  | 1  | 1  | 6½   | 33.25  |
| 14 | Barbara Hund                | NSZK                      | 0 | 0 | 0 | ½ | 0 | ½ | 1 | 0 | 0 | ½  | 0  | ½  | 0  | -  | 1  | 1  | 1  | 6    |        |
| 15 | Edith Soppe                 | Argentína                 | ½ | 0 | 0 | ½ | 0 | ½ | 0 | 0 | 0 | 0  | 0  | ½  | 0  | 0  | -  | 1  | 1  | 4    |        |
| 16 | Ruth Volgl Cardoso          | Brazília                  | 0 | ½ | 0 | 0 | 0 | 0 | 0 | 0 | ½ | 0  | 0  | 0  | 0  | 0  | 0  | -  | ½  | 1½   |        |
| 17 | Ana Luisa Carvajal          | Kuba                      | 0 | 0 | 0 | 0 | 0 | 0 | 0 | 0 | 0 | 0  | 0  | 0  | 0  | 0  | 0  | ½  | -  | ½    |        |
A verseny 136 játszmája

### Zónaközi döntő Alicante
Nagy küzdelem folyt a három szovjet versenyző és a bolgár Lemacsko között. Végül Lemacsko végzett az első helyen, rajta kívül a három szovjet versenyző vívta ki a párosmérkőzésekre való továbbjutás jogát, Ivánka Mária holtversenyben a 7. helyen végzett.
```
:{| class="wikitable"
```

|+ Női világbajnoki zónaközi verseny (Alicante, 1979)
|-
! !! Versenyző!!Ország !! 1 !! 2 !! 3 !! 4 !! 5 !! 6 !! 7 !! 8 !! 9 !! 10 !! 11 !! 12 !! 13 !! 14 !! 15 !! 16 !! 17 !! 18 !! Pont !! S–B
|- bgcolor="#ccffcc"
| 1 || Tatjana Lemacsko|| Bulgária || - || ½ || 1 || 1 || 1 || ½ || 1 || 1 || 0 || 1 || ½ || ½ || ½ || 1 || 1 || 1 || 1 || 1 || 13½ || 107.75
|- bgcolor="#ccffcc"
| 2 || Jelena Ahmilovszkaja|| Szovjetunió || ½ || - || ½ || 1 || 0 || 1 || 1 || 1 || 1 || 1 || 0 || 1 || ½ || 1 || 1 || 1 || 1 || 1 || 13½ || 104.50
|- bgcolor="#ccffcc"
| 3 || Nino Gurieli|| Szovjetunió || 0 || ½ || - || 0 || 0 || 1 || ½ || 1 || 1 || ½ || ½ || 1 || 1 || 1 || 1 || 1 || 1 || 1 || 12 || 
|- bgcolor="#ccffcc"
| 4 || Marta Lityinszkaja-Shul|| Szovjetunió || 0 || 0 || 1 || - || 0 || 0 || 0 || 1 || ½ || 1 || 1 || 1 || 1 || 1 || 1 || 1 || 1 || 1 || 11½ || 
|-
| 5 || Diane Savereide|| Amerikai Egyesült Államok || 0 || 1 || 1 || 1 || - || ½ || 0 || 0 || 0 || 1 || 1 || ½ || ½ || 1 || 1 || ½ || 1 || 1 || 11 || 
|-
| 6 || Elena Fatalibekova|| Szovjetunió || ½ || 0 || 0 || 1 || ½ || - || 0 || 0 || 1 || 0 || ½ || 1 || 1 || 1 || 1 || 1 || 1 || 1 || 10½ || 
|-
| 7 || Ivánka Mária|| Magyarország || 0 || 0 || ½ || 1 || 1 || 1 || - || 1 || 1 || ½ || ½ || 1 || ½ || 0 || 0 || 0 || 1 || 1 || 10 || 
|-
| 8 || Maaja Ranniku|| Szovjetunió || 0 || 0 || 0 || 0 || 1 || 1 || 0 || - || ½ || 1 || ½ || ½ || 0 || ½ || 1 || 1 || 1 || 1 || 9 || 
|-
| 9 || Nieves García|| Spanyolország || 1 || 0 || 0 || ½ || 1 || 0 || 0 || ½ || - || 1 || 1 || 0 || ½ || ½ || 0 || ½ || 1 || 1 || 8½ || 65.25
|-
| 10 || Gertrude Baumstark|| Románia || 0 || 0 || ½ || 0 || 0 || 1 || ½ || 0 || 0 || - || ½ || 0 || 1 || 1 || 1 || 1 || 1 || 1 || 8½ || 54.50
|-
| 11 || Alexandra van der Mije|| Hollandia || ½ || 1 || ½ || 0 || 0 || ½ || ½ || ½ || 0 || ½ || - || ½ || ½ || 0 || 1 || ½ || ½ || 1 || 8 || 64.75
|-
| 12 || Asela De Armas|| Kuba || ½ || 0 || 0 || 0 || ½ || 0 || 0 || ½ || 1 || 1 || ½ || - || 1 || 1 || 0 || 1 || ½ || ½ || 8 || 58.25
|-
| 13 || Gordana Marković|| Jugoszlávia || ½ || ½ || 0 || 0 || ½ || 0 || ½ || 1 || ½ || 0 || ½ || 0 || - || ½ || 1 || 0 || 1 || 0 || 6½ || 53.00
|-
| 14 || Olivera Prokopovic|| Jugoszlávia || 0 || 0 || 0 || 0 || 0 || 0 || 1 || ½ || ½ || 0 || 1 || 0 || ½ || - || 0 || 1 || 1 || 1 || 6½ || 40.00
|-
| 15 || Nava Shterenberg|| Kanada || 0 || 0 || 0 || 0 || 0 || 0 || 1 || 0 || 1 || 0 || 0 || 1 || 0 || 1 || - || 0 || 1 || 1 || 6 || 
|-
| 16 || Berna Carrasco|| Chile || 0 || 0 || 0 || 0 || ½ || 0 || 1 || 0 || ½ || 0 || ½ || 0 || 1 || 0 || 1 || - || 0 || ½ || 5 || 
|-
| 17 || Narelle Kellner|| Ausztrália || 0 || 0 || 0 || 0 || 0 || 0 || 0 || 0 || 0 || 0 || ½ || ½ || 0 || 0 || 0 || 1 || - || ½ || 2½ || 14.25
|-
| 18 || Miyoko Watai|| Japán || 0 || 0 || 0 || 0 || 0 || 0 || 0 || 0 || 0 || 0 || 0 || ½ || 1 || 0 || 0 || ½ || ½ || - || 2½ || 14.25
|}
A verseny 21 játszmája (nem teljes)

## A világbajnokjelölti párosmérkőzések
A zónaközi döntőkből továbbjutott versenyzők, valamint az exvilágbajnok Nona Gaprindasvili mérkőzött kieséses rendszerű párosmérkőzéseken a világbajnok kihívásának jogáért. Tatjana Lemacsko visszalépett a párosmérkőzésektől, helyette Gisela Fischdick játszhatott.
A 10 játszmásra tervezett negyeddöntőket 1980. márciusban, a 12 játszmásra tervezett elődöntőket 1980. szeptemberben Vilniusban és Tbilisziben, míg a 14 játszmásra tervezett döntőt 1981. januárban Tbilisziben rendezték. Az Ioszeliani–Gaprindasvili-elődöntő a kétjátszmás rájátszásban sem dőlt el, végül sorsolással Ioszeliani jutott tovább. A mérkőzéssorozatból Nana Alekszandria került ki győztesen, így 1975 után második alkalommal szerzett jogot a regnáló világbajnok kihívására.
|  | Negyeddöntők            | Negyeddöntők            | Negyeddöntők            |                         |                   | Elődöntők         | Elődöntők | Elődöntők |  |  | Döntő | Döntő | Döntő |  |
|  |                         |                         |                         |                         |                   |                   |           |           |  |  |       |       |       |  |
|  | Nana Alekszandria       | Nana Alekszandria       | 5½                      |                         |                   |                   |           |           |  |  |       |       |       |  |
|  | Nana Alekszandria       | Nana Alekszandria       | 5½                      |                         |                   |                   |           |           |  |  |       |       |       |  |
|  | Jelena Ahmilovszkaja    | Jelena Ahmilovszkaja    | 3½                      |                         |                   |                   |           |           |  |  |       |       |       |  |
|  | Jelena Ahmilovszkaja    | Jelena Ahmilovszkaja    | 3½                      |                         | Nana Alekszandria | Nana Alekszandria | 7         |           |  |  |       |       |       |  |
|  |                         |                         |                         |                         | Nana Alekszandria | Nana Alekszandria | 7         |           |  |  |       |       |       |  |
|  |                         |                         | Marta Lityinszkaja-Shul | Marta Lityinszkaja-Shul | 5                 |                   |           |           |  |  |       |       |       |  |
|  | Marta Lityinszkaja-Shul | Marta Lityinszkaja-Shul | Marta Lityinszkaja-Shul | Marta Lityinszkaja-Shul | 5                 | 4½                |           |           |  |  |       |       |       |  |
|  | Marta Lityinszkaja-Shul | Marta Lityinszkaja-Shul |                         |                         |                   |                   |           |           |  |  |       |       |       |  |
|  | Gisela Fischdick        | Gisela Fischdick        | 3½                      |                         |                   |                   |           |           |  |  |       |       |       |  |
|  | Gisela Fischdick        | Gisela Fischdick        | 3½                      |                         | Nana Alekszandria | Nana Alekszandria | 6½        |           |  |  |       |       |       |  |
|  |                         |                         |                         |                         |                   |                   |           |           |  |  |       |       |       |  |
|  |                         |                         | Nana Ioszeliani         | Nana Ioszeliani         | 2½                |                   |           |           |  |  |       |       |       |  |
|  | Nana Ioszeliani         | Nana Ioszeliani         | Nana Ioszeliani         | Nana Ioszeliani         | 2½                | 6                 |           |           |  |  |       |       |       |  |
|  | Nana Ioszeliani         | Nana Ioszeliani         |                         |                         |                   |                   |           |           |  |  |       |       |       |  |
|  | Verőci-Petronic Zsuzsa  | Verőci-Petronic Zsuzsa  | 3                       |                         |                   |                   |           |           |  |  |       |       |       |  |
|  | Verőci-Petronic Zsuzsa  | Verőci-Petronic Zsuzsa  | 3                       |                         | Nana Ioszeliani   | Nana Ioszeliani   | 7         |           |  |  |       |       |       |  |
|  |                         |                         |                         |                         | Nana Ioszeliani   | Nana Ioszeliani   | 7         |           |  |  |       |       |       |  |
|  |                         |                         | Nona Gaprindasvili      | Nona Gaprindasvili      | 7                 |                   |           |           |  |  |       |       |       |  |
|  | Nona Gaprindasvili      | Nona Gaprindasvili      | Nona Gaprindasvili      | Nona Gaprindasvili      | 7                 | 6                 |           |           |  |  |       |       |       |  |
|  | Nona Gaprindasvili      | Nona Gaprindasvili      |                         |                         |                   |                   |           |           |  |  |       |       |       |  |
|  | Nino Gurieli            | Nino Gurieli            | 3                       |                         |                   |                   |           |           |  |  |       |       |       |  |

### A negyeddöntők játszmái
- Ahmilovszkaja–Alekszandria világbajnokjelölti negyeddöntő 9 játszmája
- Lityinszkaja–Fischdick világbajnokjelölti negyeddöntő 8 játszmája
- Ioszeliani–Verőci világbajnokjelölti negyeddöntő 9 játszmája
- Gaprindasvili–Gurieli világbajnokjelölti negyeddöntő 9 játszmája

### Az elődöntők játszmái
- Alekszandria–Lityinszkaja világbajnokjelölti elődöntő 12 játszmája
- Ioszeliani–Gaprindasvili világbajnokjelölti elődöntő 14 játszmája

## A világbajnoki döntő
A világbajnoki döntő párosmérkőzésre 1981. szeptember 7. – október 30. között a grúziai Borzsomiban és Tbilisziben került sor. A 16 játszmásra tervezett mérkőzésen a világbajnoki cím elnyeréséhez 8,5 pontot kellett a kihívónak elérni.
Az ötödik játszmában Alekszandria szerzett vezetést, de rögtön utána két győzelemmel Csiburdanidze fordított. A kilencedik játszma után már két pont előnnyel vezetett, ekkor azonban Alekszandria szerzett két egymás utáni győzelmet, amivel ismét egyenlő lett a mérkőzés állása. Csiburdanidze a 15. játszma megnyerésével elérte a 8 pontot, ami már világbajnoki címe megvédését jelentette. Az utolsó játszmában Alekszandria egyenlített, de ez már csak a 8–8-as végeredmény beállításához volt elegendő.
| Versenyző          | Ország      | Élő-pontszám | 1 | 2 | 3 | 4 | 5 | 6 | 7 | 8 | 9 | 10 | 11 | 12 | 13 | 14 | 15 | 16 |  | + | − | = | Pont |
| ------------------ | ----------- | ------------ | - | - | - | - | - | - | - | - | - | -- | -- | -- | -- | -- | -- | -- |  | - | - | - | ---- |
| Maia Csiburdanidze | Szovjetunió | 2405         | ½ | ½ | ½ | ½ | 0 | 1 | 1 | ½ | 1 | 0  | 0  | ½  | ½  | ½  | 1  | 0  |  | 4 | 4 | 8 | 8    |
| Nana Alekszandria  | Szovjetunió | 2335         | ½ | ½ | ½ | ½ | 1 | 0 | 0 | ½ | 0 | 1  | 1  | ½  | ½  | ½  | 0  | 1  |  | 4 | 4 | 8 | 8    |

### A világbajnoki döntő játszmái
- Csiburdanidze–Alekszandria párosmérkőzés 16 játszmája a chessgames.com-on
- Csiburdanidze–Alekszandria párosmérkőzés 16 játszmája a 365chess.com-on